# 職業訓練指導員 (写真科)
職業訓練指導員 (写真科)（しょくぎょうくんれんしどういん しゃしんか）は、職業訓練指導員免許のうちの1つ。厚生労働省管轄。

## 受験資格
- 職業訓練指導員免許の受験資格と試験免除を参照。写真科においては、1級または2級写真技能士の保有者は実務経験不要で、1級合格者は実技と関連学科が免除され、2級合格者は実技が免除される。

## 試験科目
学科試験
1. 指導方法（職業訓練原理、教科指導法、訓練生の心理、生活指導及び職業訓練関係法規）
2. 関連学科
  1. 系基礎学科
    1. 写真一般（写真史、写真の原理、関係法規）
    2. 材料（写真用品、感光用材料）
    3. カメラ（レンズ、カメラ、照明用具）
    4. 安全衛生（安全管理、衛生管理）

  2. 専攻学科
    1. 写真技術（色彩、構図法、撮影法、現像法、修整法）

実技試験
1. 写真製作